# Яснополянська сільська рада (Червоноармійський район)
Яснополянська сільська рада (до 1946 року — Вацлавпільська сільська рада) — колишня адміністративно-територіальна одиниця та орган місцевого самоврядування у Червоноармійському (Пулинському), Соколовському, Новоград-Волинському районах і Новоград-Волинській міській раді Волинської округи, Київської та Житомирської областей Української РСР з адміністративним центром у селі Ясна Поляна.

## Населені пункти
Сільській раді на час ліквідації були підпорядковані населені пункти:
- с. Ясна Поляна.

## Населення
Кількість населення ради станом на 1923 рік становила 1 884 особи, кількість дворів — 346.
Кількість населення сільської ради станом на 1924 рік становила 1 921 особу.

## Історія та адміністративний устрій
Створена 1923 року як Вацлавпільська сільська рада, в складі сільця Вацлавпіль та колоній Вацлавпіль і В'язовець Пулинської волості Житомирського повіту Волинської губернії. 7 березня 1923 року включена до складу новоутвореного Пулинського району Житомирської (згодом — Волинська) округи. 24 серпня 1923 року, відповідно до рішення Волинської ГАТК (протокол № 4 «Про зміни границь в межах округів, районів і сільрад»), підпорядковано с. Чернявка ліквідованої Чернявської сільської ради; колонії Вацлавпіль та В'язовець виділено в окрему В'язовецьку сільську раду Пулинського (згодом — Червоноармійський) району. 28 вересня 1925 року в с. Чернявка відновлено окрему сільську раду. 20 червня 1930 року передана до складу Соколовського району Волинської округи. 15 вересня 1930 року, відповідно до постанови ВУЦВК та РНК УСРР «Про ліквідацію округ та перехід на двоступеневу систему управління», сільську раду включено до складу Новоград-Волинського району Української СРР. 1 червня 1935 року, відповідно до постанови Президії ЦВК Української СРР «Про порядок організації органів радянської влади в новоутворених округах», передана до складу Новоград-Волинської міської ради Київської області. 17 жовтня 1935 року сільську раду передано до складу Червоноармійського району Київської області. На 1 жовтня 1941 року в підпорядкуванні значився х. Видерне — у 1944 році повернутий до складу В'язовецької сільської ради Червоноармійського району.
7 червня 1946 року, відповідно до указу Президії Верховної ради Української РСР «Про збереження історичних найменувань та уточнення і впорядкування існуючих назв сільрад і населених пунктів Житомирської області», сільську раду перейменовано на Яснополянську через перейменування її адміністративного центру на с. Ясна Поляна.
Станом на 1 вересня 1946 року сільська рада входила до складу Червоноармійського району Житомирської області, на обліку в раді перебувало с. Ясна Поляна.
Ліквідована 11 серпня 1954 року, відповідно до указу Президії Верховної ради Української РСР «Про укрупнення сільських рад по Житомирській області», територію ради та с. Ясна Поляна приєднано до складу Очеретянської сільської ради Червоноармійського району Житомирської області.